# Burgstall Altes Schloss (Waidhaus)
Der Burgstall Altes Schloss bezeichnet eine abgegangene mittelalterliche Höhenburg etwa 2200 m nördlich des oberpfälzischen Marktes Waidhaus im Landkreis Neustadt an der Waldnaab. Die Anlage wird als Bodendenkmal unter der Aktennummer D-3-6340-0033 als „mittelalterlicher Burgstall“ geführt.

## Beschreibung
Der Burgstall liegt auf einem nach Südosten vorspringenden Sporn des Pleysteiner Sulzberges. Auf dem Lidar-Bild ist im Norden und Osten der fünfeckigen Anlage eine Wall-Graben-Anlage erkennbar. Im Zentrum ist ein um 2 m erhöhter Bereich vorhanden.